# Val Verde (California)
Val Verde es un lugar designado por el censo ubicado en el condado de Los Ángeles en el estado estadounidense de California. En el año 2000 tenía una población de 1.472 habitantes y una densidad poblacional de 1,710.0 personas por km².

## Geografía
Val Verde se encuentra ubicado en las coordenadas 34°26′43″N 118°39′26″O / 34.44528, -118.65722. Según la Oficina del Censo, la ciudad tiene un área total de 0,9 km² (0,3 mi²), de la cual 0,9 km² (0,3 mi²) es tierra y 0 km² (0 mi²) 0.00% es agua.

## Demografía
Los ingresos medios por hogar en la localidad eran de $52,593, y los ingresos medios por familia eran $53,843. Los hombres tenían unos ingresos medios de $30,583 frente a los $24,861 para las mujeres. La renta per cápita para la localidad era de $15,626. Alrededor del 6.4% de la población estaban por debajo del umbral de pobreza.